# Giovanni Orcel
Giovanni Orcel (Palermo, 25 dicembre 1887 – 14 ottobre 1920) è stato un sindacalista italiano, ucciso da Cosa Nostra.

## Biografia
Nacque a Palermo da Luigi Orcel, impiegato, e Concetta Marsicano, casalinga. Primo di cinque fratelli, di cui uno (Ernesto) promotore dei Fasci Siciliani a Cefalù, Giovanni, conseguita soltanto la licenza elementare a causa delle modeste condizioni della famiglia, entrò subito nel mondo del lavoro e imparò il mestiere di tipografo compositore. Col passare del tempo cominciò a frequentare la Camera del lavoro di via Montevergini a Palermo e ben presto si dedicò all'attività politica e sindacale.
Dopo essersi iscritto al Partito Socialista, Orcel organizzò la Lega dei Lavoratori e aderì al gruppo rivoluzionario formatosi attorno ai giornali Il germe e La Fiaccola. Nel settembre del 1910 sposa civilmente Rosaria Accomando. A quei tempi a Palermo si assistette allo scontro dentro il Partito Socialista tra riformisti-moderati, capeggiati da Alessandro Tasca e Aurelio Drago, e intransigenti-rivoluzionari, guidati da Nicola Barbato e Nicola Alongi. Le dure frizioni erano destinate ad aggravarsi e Orcel fu uno dei protagonisti delle polemiche che in occasione delle elezioni contrapposero i candidati del cosiddetto "socialismo ufficiale" ai moderati di Tasca.
Nel 1914 partì per partecipare come rappresentante della Lega dei tipografi a un convegno socialista a Lipsia, ma durante il viaggio, a causa dello scoppio della prima guerra mondiale si fermò a Torino, dove entrò in contatto con sindacalisti e politici del Nord Italia. Tornato a Palermo, nel 1917 venne chiamato alle armi, e inviato prima a Taranto e poi a Roma. Finita la guerra, nel marzo 1919 venne eletto nelle file della Fiom, prima come vicesegretario e poi come segretario generale. Con la Fiom Orcel s'impegnò nella lotta al carovita, per le otto ore di lavoro, per gli aumenti salariali, per il riconoscimento del ruolo del sindacato e per la costituzione di commissioni interne. Sempre nel 1919 Orcel fu molto attivo nella battaglia interna al mondo socialista, che in gran parte si era spostato su posizioni massimaliste a causa dei furori della rivoluzione russa.
Nonostante ciò, a Palermo continuavano a prevalere le tesi e le idee di Tasca e Drago. Alle varie elezioni di quell'anno nessun socialista fu eletto e si fece sentire la violenta controffensiva degli agrari e dei mafiosi. Caddero in successione Giovanni Zangara e Giuseppe Rumore, mentre l'8 ottobre le forze dell'ordine di Riesi uccisero undici contadini che protestavano per la riforma agraria. In risposta ai continui massacri di contadini, Orcel fece uscire un foglio della Fiom, intitolato La dittatura operaia, poi La dittatura del proletariato e successivamente Dittatura proletaria. Le posizioni espresse dal sindacalista palermitano erano di chiara matrice comunista e nei fogli si faceva riferimento all'esperienza sovietica di quegli anni. Nel 1920, dopo il congresso nazionale della Fiom a Genova, visto l'acuirsi del conflitto tra operai e industriali, i sindacati decisero di far fronte unito per mezzo dell'ostruzionismo. Nel mentre in Sicilia si sperimentavano le prime forme di unità tra lotte contadine e lotte operaie, favorite anche dalla collaborazione tra Alongi e lo stesso Orcel, che ribadiva la necessità di unità politica.
Probabilmente questa collaborazione tra contadini e operai sta alla base dell'assassinio di Orcel da parte della mafia. Dopo l'estate del 1920, dominata da licenziamenti e sospensioni a catena nel cantiere navale e all'Ercta, gli operai, in maggioranza Fiom, decisero di occupare i cantieri navali e le fabbriche ad essi annesse, e avviarono l'autogestione per continuare la produzione e per far fronte alle numerose commesse; inoltre vennero sperimentate le Commissioni interne e fu costituito anche un servizio d'ordine. In queste occupazioni l'impronta di Orcel era evidente. Il palermitano in quel periodo si pronunciò contro l'accordo nazionale del sindacato con cui si metteva fine alle occupazioni e le sue parole non furono ascoltate. Infatti, il 29 settembre gli operai del cantiere terminarono l'occupazione.
Come Orcel aveva previsto i padroni non rispettarono gli accordi, egli si batté per la loro applicazione, ma fu isolato dal suo sindacato e addirittura accusato dai riformisti di aver mandato allo sbaraglio gli operai. Infischiatosene di quelle accuse, Orcel si candidò per le elezioni provinciali, ma il 14 ottobre fu ucciso da un sicario, per ordine di Sisì Gristina, capo-mandamento di Prizzi.
Riposa nel Cimitero dei Capuccini di Palermo. A lui è intitolata la piazza sita davanti all'ingresso dei Cantieri Navali di Palermo.